# Провинции ЮАР
Южно-Африканская Республика разделена на девять провинций (тсвана diporofense; сесото diprovense; северный сото diprofense; африк. provinsies; зулу izifundazwe; южный ндебеле iimfunda; коса amaphondo; свати tifundza; венда mavunḓu; тсонга swifundzankulu). В 1994 году бантустаны были реинтегрированы и из них и четырёх существующих провинции были сформированы девять.
В результате административной реформы 1994 года (проведённой с целью ликвидации пережитков режима апартеида) было образовано 9 провинций. В 1995 году провинции Претория-Витватерсранд-Феринихинг, Восточный Трансвааль и Северный Трансвааль были переименованы в провинции Гаутенг, Мпумаланга и Северную соответственно. В 2003 году Северная провинция была переименована в провинцию Лимпопо. В 2006 году административные границы провинций были подвергнуты ряду изменений.
| Название | Столица                       | Герб | Площадь, км² | Население, перепись (2022 г.) | Плотность, чел./км² |
| --- | ----------------------------- | ---- | ------------ | ----------------------------- | ------------------- |
| Восточно-Капская провинция | Бишо                          |      | 168 966      | 7 230 204                     | 38,84               |
| Гаутенг | Йоханнесбург                  |      | 18 178       | 15 099 422                    | 675,12              |
| Западно-Капская провинция | Кейптаун                      |      | 129 462      | 7 433 020                     | 44,98               |
| Квазулу-Натал | Питермарицбург                |      | 94 361       | 12 423 907                    | 108,81              |
| Лимпопо | Полокване                     |      | 125 754      | 6 572 721                     | 42,98               |
| Мпумаланга | Мбомбела                      |      | 76 495       | 5 143 324                     | 52,81               |
| Северо-Западная провинция | Мафикенг                      |      | 104 882      | 3 804 548                     | 33,47               |
| Северо-Капская провинция | Кимберли                      |      | 372 889      | 1 355 945                     | 3,07                |
| Фри-Стейт | Блумфонтейн                   |      | 129 825      | 2 964 412                     | 21,15               |
| ЮАР (в целом) | Претория Кейптаун Блумфонтейн |      | 1 220 813    | 62 027 503                    | 42,41               |
| \| Административное деление Южно-Африканской Республики Восточный Кап Гаутенг Западный Кап Квазулу-Натал Лимпопо Мпумаланга Северо-Запад Северный Кап Свободное государство Претория Кейптаун Блумфонтейн Питермарицбург Кимберли Бишо Полокване Йоханнесбург Мафикенг Нелспрёйт \| |                               |      |              |                               |                     |
| Административное деление Южно-Африканской Республики Восточный Кап Гаутенг Западный Кап Квазулу-Натал Лимпопо Мпумаланга Северо-Запад Северный Кап Свободное государство Претория Кейптаун Блумфонтейн Питермарицбург Кимберли Бишо Полокване Йоханнесбург Мафикенг Нелспрёйт       |                               |      |              |                               |                     |

До 1994 года ЮАР делилась на 4 провинции: Капскую, Натал, Оранжевое свободное государство и Трансвааль. Старое деление отражало историческое развитие государственности в Южной Африке; к тому же, Южная Африка изначально и была союзом этих четырёх территорий.
| Название | Столица                      | Герб | Площадь, км² | Население, чел. (1991) |
| --- | ---------------------------- | ---- | ------------ | ---------------------- |
| Провинция мыса Доброй Надежды Provinsie van die Kaap die Goeie Hoop The Cape of Good Hope Province                                                                                       | Капстад                      |      | 717 414      | 6 125 335              |
| Натал Provinsie van Natal Province of Natal | Питермарицбург               |      | 91 610       | 2 430 753              |
| Оранжевое свободное государство Provinsie van die Oranje-Vrystaat Province of the Orange Free State                                                                                      | Блумфонтейн                  |      | 129 152      | 2 193 062              |
| Трансвааль Provinsie van Transvaal Province of Transvaal | Претория                     |      | 287 996      | 9 491 265              |
| ЮАР (в целом) | Претория Капстад Блумфонтейн |      | 1 220 813    | 30 986 919             |
| \| Административное деление Южно-Африканской Республики Провинция мыса Доброй Надежды Трансвааль Оранжевое свободное · государство Наталь Претория Капстад Блумфонтейн Питермарицбург \| |                              |      |              |                        |
| Административное деление Южно-Африканской Республики Провинция мыса Доброй Надежды Трансвааль Оранжевое свободное · государство Наталь Претория Капстад Блумфонтейн Питермарицбург       |                              |      |              |                        |